# パーントーン郡
座標: 北緯13度28分14秒 東経101度5分49秒 / 北緯13.47056度 東経101.09694度
パーントーン郡（パーントーンぐん）はタイ中部・チョンブリー県にある郡（アムプー）である。

## 名称
パーントーンはプラーン・トーンの訛りである。プラーン（猟師）・トーンとはパーントーンを建設した人物の名前である。

## 歴史
1767年のアユタヤ陥落の後ここに人が集まり町ができた。この街はタムボン・ノーンホンにあった。
同じ頃、猟師トーン（プラーン・トーン）が一族郎党を引き連れやってき、狩猟で生計を立てるようになった。トーンはタークシン王の元スパイとしても働きタイ独立の功績を挙げた。その後、トーンはワット・プラーントーンという寺院を猟師として動物を殺した罪の償いのため建てた。その後トーンとその一族が移り住み町として発展した。
ラーマ5世（チュラーロンコーン）の治世にここに郡（アムプー）が設置されタータクート郡 (อำเภอท่าตะกูด) と呼ばれたが、後に改名されパーントーン郡となった。

## 地理
バーンパコン川の支流である、パーントーン川の形成した平地にある。

## 経済
主な産業は農業、工業、商業である。

## 行政区分
郡は11のタムボンに分かれ、さらにその下位に76の村（ムーバーン）がある。自治体（テーサバーン）があり以下のようになっている。
- テーサバーンタムボン・パーントーン・・・タムボン・パーントーンの一部

また郡内には11のタムボン行政体（オンカーンボーリハーンスワンタムボン）がある。
1. タムボン・パーントーン・・・ตำบลพานทอง
2. タムボン・バーンカオ・・・ตำบลบ้านเก่า
3. タムボン・ノーンタムルン・・・ตำบลหนองตำลึง
4. タムボン・ナープラドゥー・・・ตำบลหน้าประดู่
5. タムボン・マープポーン・・・ตำบลมาบโป่ง
6. タムボン・バーンナーン・・・ตำบลบางนาง
7. タムボン・ノーンカカ・・・ตำบลหนองกะขะ
8. タムボン・コローイ・・・ตำบลเกาะลอย
9. タムボン・ノーンホン・・・ตำบลหนองหงษ์
10. タムボン・バーンハック・・・ตำบลบางหัก
11. タムボン・コークキーノーン・・・ตำบลโคกขี้หนอน